# Église Saint-Sulpice de Dournazac
Pour les articles homonymes, voir Église Saint-Sulpice.
L'église Saint-Sulpice est une église catholique située à Dournazac, en France.

## Localisation
L'église est située dans le département français de la Haute-Vienne, dans les monts de Châlus, sur la commune de Dournazac.

## Historique
Bâti au XIIe siècle, fortement remanié par la suite, l'édifice est inscrit au titre des monuments historiques le 6 février 1926.

## Description
L'église présente un portail gothique de style limousin, et, dans son chœur, des chapiteaux sculptés.